# Pablo Enrique Ruíz
Pablo Enrique Ruíz (Comodoro Rivadavia, 20 dicembre 1998) è un calciatore argentino, centrocampista del Real Salt Lake.

## Caratteristiche tecniche
È un centrocampista centrale.

## Carriera

### Club
Ha esordito fra i professionisti il 6 agosto 2017 con il San Luis de Quillota disputando l'incontro di Primera División perso 4-0 contro l'Everton.

## Statistiche

### Presenze e reti nei club
Statistiche aggiornate al 27 dicembre 2018.
| Stagione        | Squadra              | Campionato      | Campionato | Campionato | Coppe nazionali | Coppe nazionali | Coppe nazionali | Coppe continentali | Coppe continentali | Coppe continentali | Altre coppe | Altre coppe | Altre coppe | Totale | Totale | Totale |
| Stagione        | Squadra              | Comp            | Pres       | Reti       | Comp            | Pres            | Reti            | Comp               | Pres               | Reti               | Comp        | Pres        | Reti        | Pres   | Reti   |        |
| --------------- | -------------------- | --------------- | ---------- | ---------- | --------------- | --------------- | --------------- | ------------------ | ------------------ | ------------------ | ----------- | ----------- | ----------- | ------ | ------ | ------ |
| 2017            | San Luis de Quillota | A               | 10         | 0          | CC              | 1               | 0               |                    | -                  | -                  |             | -           | -           | 11     | 0      |        |
| 2018            | Real Monarchs        | USL             | 5          | 0          | USCup           | 0               | 0               |                    | -                  | -                  |             | -           | -           | 5      | 0      |        |
| 2018            | Real Salt Lake       | MLS             | 13         | 0          | USCup           | 1               | 0               |                    | -                  | -                  |             | -           | -           | 14     | 0      |        |
| Totale carriera | Totale carriera      | Totale carriera | 28         | 0          |                 | 2               | 0               |                    | -                  | -                  |             | -           | -           | 30     | 0      |        |